# Muurplaat

Doorsnede van het bovenste deel van een gebouw met onder meer de muren, een houten steekspant en een muurplaat op de overgang.
Diverse zichtbare constructiedelen in de tekening zijn:
A=zolderbalklaag, B=hanenbalk of trekplaat, C=spantbeen, D=makelaar, G=muurplaat, H=nokgording

Een muurplaat is in de bouwkunde een bepaalde balk op de overgang van een muur naar een hellend dak.
Traditioneel wordt een houten balk met de brede kant boven op de muur verankerd aan een aantal lagen metselwerk. Delen van de dakconstructie kunnen vervolgens rechtstreeks afdragen op de muurplaat. In de moderne praktijk kan bijvoorbeeld ook de muurplaat verankerd zijn op de betonnen vloerrand.